# Газель-дама
Газе́ль-дама, або газе́ль саха́рська (Gazella dama також Nanger dama) — вид парнокопитних ссавців родини бикових (Bovidae). Найпопулярніші і найрізноманітніші вони в Африці (від назви найбільшої Африканської пустелі і пішло друге найменування виду), але історична батьківщина газелі-дами, все-таки, Передня Азія.

## Ареал
Газель-дама населяє савани, степи, сухі і світлі ліси і навіть пустелі Центральної, Передньої і Середньої Азії, а також Африки.

## Опис
Газель-дама — витончена, довгонога і легка антилопа з граційно піднятою головою, увінчаною чорними ліроподібними рогами, досить тонкими і довгими (35 см у самців і близько 20 см у самиць) з поперечними кільцеподібними потовщеннями. Але крихкість газелі-дами оманлива. Ці витривалі і сильні тварини легко долають величезні відстані і складні умови життя в пустелях і напівпустелях.
Газель-дама у холці заввишки до 120 см, довжина її тіла складає в середньому 165 см (хвіст невеликий — 25-35 см). Вага дорослої тварини близько 80 кг.
Основне забарвлення сірувато-пісочне або коричневе, боки світліші, а ноги, черево і цятка на горлі білого кольору. На голові, так званий лицьовий візерунок, що складається з переважаючого білого кольору і коричнюватих, як темних, так і світлих смуг.

## Живлення
Газель-дама вегетаріанка. Її улюблені місця харчування — чагарникова савана і відкритий низькотравний степ, де виростають різноманітні трави родини злакових. Але раціон газелі-дами тільки злаками не обмежується. Листя, трав'янисті рослини і молоді пагони чагарників входять в щоденне меню цієї антилопи.

## Розмноження
Статева зрілість у газелі-дами настає до 2 років. Період спарювання — з листопада по січень, але в тропічних широтах чіткого періоду гону немає, і іноді самиця може вже через 4-5 місяців після народження дитинчати, знову почати виношувати. Вагітність триває 5,5 місяців. Хоча частіше самиця газелі-дами приносить одне дитинча на рік, багатоплідні вагітності (2-3 і вкрай рідко 4 дитинчати) теж бувають. Дитинча живиться материнським молоком до 5 місяців, а далі переходить на підніжний корм і веде самостійне життя.

## Соціальна поведінка
Територія статевозрілого самця в діаметрі не перевищує 300 метрів. У період спарювання він ревно охороняє свою територію і гарем з 7-8 самиць, але в інший час газелі-дами пасуться невеликими групами, як правило, самки і самці окремо. Тільки в посушливі періоди газелі збираються у великі стада, що налічують сотні голів.